# Dominique Daquin
Dominique Daquin (Le Robert, 10 novembre 1972) è un pallavolista francese.